# اتفاق لوكيرياما للسلام
اتفاق لوكيرياما للسلام هو معاهدة سلام بين شعب توركانا في كينيا وماتينيكو في أوغندا تم توقيعها في ديسمبر 1973 كالتزام من الطرفين بالتعايش السلمي. وقد اشتق الاتفاق اسمه من «لوكيرياما» وهي بلدة نائية في مقاطعة توركانا حيث يعيش شعب التوركانا، في شمال غرب كينيا، ويوجد نصب رمزي لهذا الاتفاق في لوكيرياما على الحدود بين كينيا وأوغندا. ويعتقد أن شيوخ من كل من توركانا وماتينيكو دفنوا أدوات الصراع والعسل والحليب والشراب التقليدي في حفرة بني عليها النصب التذكاري.

## الاحتفال بتحرير الاتفاق
وتقام الاحتفالات كل عام بذكرى الاتفاق وإعادة تأكيد التزام جميع الأطراف بالحفاظ علي مضمونه، لكن تاريخ الاحتفال بالاتفاقية غير محدد وقد يقع في بعض الأحيان في كانون الأول من ديسمبر أو في وقت سابق أو لاحق. في عام 2011 على سبيل المثال أقيم الاحتفال في اليوم الدولي للسلام الذي يصادف 21 سبتمبر من كل عام. وبالإضافة إلى توركانا وماتينيكو تجمع الاحتفالات بين شعب توبوسا وشعب ديدينغا في جنوب السودان وشعب كاراموجونج من أوغندا ونيانغاتوم في إثيوبيا. يتم إحياء ذكرى الاحتفال أيضًا بوجود قادة سياسيين بارزين ومعينين رفيعين من جميع المستويات، بما في ذلك الحكومة المركزية لكل من كينيا وأوغندا. تشارك منظمات المجتمع المدني المحلية والدولية أيضًا في هذا الحدث الذي يساهم غالبًا في تغطية النفقات المرتبطة المختلفة مثل التغطية الإعلامية ونقل أفراد العشائر والغذاء لجميع الحاضرين، وحضر الاحتفال بالذكرى السنوية 2011 دانيال أراب موي عضو البرلمان ووزير الخدمة المدنية المعروفة في كينيا وأوغندا.